# Craig Kimbrel
Craig Michael Kimbrel (ur. 28 maja 1988) – amerykański baseballista występujący na pozycji miotacza w Chicago Cubs.

## Przebieg kariery
Kimbrel studiował w Wallace State Community College, gdzie w latach 2007–2008 grał w drużynie uniwersyteckiej tej uczelni. Po ukończeniu drugiego roku studiów, w czerwcu 2009 został wybrany w trzeciej rundzie draftu przez Atlanta Braves i początkowo występował w klubach farmerskich tego zespołu, między innymi w Gwinnett Braves, reprezentującym poziom Triple-A. W Major League Baseball zadebiutował 7 maja 2010 roku w meczu przeciwko Philadelphia Phillies, w którym rozegrał jedną zmianę, oddając jedno uderzenie i zaliczając dwa strikeouty. 20 maja 2010 w spotkaniu z Cincinnati Reds zanotował pierwsze zwycięstwo w MLB.
W sezonie 2011 po raz pierwszy zagrał w Meczu Gwiazd i pobił rekord spośród debiutantów zaliczając 46 save'ów, a także otrzymał nagrodę NL Rookie of the Year Award. Jako zawodnik Braves jeszcze trzykrotnie był członkiem NL All-Star Team, w 2012 otrzymał nagrodę Rolaids Relief Man Award, zaś w 2013 i 2014 nagrodę Delivery Man of the Year dla najlepszego relievera w National League. Ponadto jako zawodnik Braves, w latach 2011–2014 zaliczał najwięcej save'ów w lidze.
W lutym 2014 podpisał nowy, czteroletni kontrakt z opcją przedłużenia o rok kontrakt wart 55 milionów dolarów. 6 czerwca 2014 w meczu przeciwko Arizona Diamondbacks pobił rekord klubowy należący do Johna Smoltza, zaliczając 155. save'a w karierze. W 2014 został trzecim w historii ligi relieverem, który osiągnął pułap 40 save'ów cztery sezony z rzędu; wcześniej dokonali tego Trevor Hoffman, dwukrotnie w latach 1998–2001 i 2004–2007 oraz Francisco Rodríguez w latach 2005–2008. W kwietniu 2015 w ramach wymiany zawodników przeszedł do San Diego Padres, zaś w listopadzie 2015 do Boston Red Sox.
7 czerwca 2019 podpisał trzyletni kontrakt z Chicago Cubs.

## Nagrody i wyróżnienia
| Nagroda/wyróżnienie             | Lata                                     | Źródło      |
| 7× All-Star                     | 2011, 2012, 2013, 2014, 2016, 2017, 2018 | [ 2 ]       |
| NL Rookie of the Year Award     | 2011                                     | [ 5 ]       |
| Zwycięzca w World Series        | 2018                                     | [ 15 ]      |
| NL Rolaids Relief Man Award     | 2012                                     | [ 6 ]       |
| 2× MLB Delivery Man of the Year | 2013, 2014                               | [ 7 ] [ 8 ] |